# Halowe Mistrzostwa Polski Seniorów w Lekkoatletyce 1955
Nieoficjalne Zimowe Mistrzostwa Polski Seniorów w Lekkoatletyce – zawody sportowe, które rozegrano 27 i 28 lutego 1955 w Warszawie. Anonsowane w prasie jako zimowe lub halowe mistrzostwa Polski, ostatecznie nie są uznane przez Polski Związek Lekkiej Atletyki za oficjalne; nazywa się je w literaturze przedmiotu ogólnopolskim zawodami centralnymi. W związku z tym pomija się je w oficjalnej numeracji halowych mistrzostw Polski.
Odbyły się w hali Akademii Wychowania Fizycznego w Warszawie. W programie zawodów pominięto biegi średnie i długie, natomiast na stadionie AWF rozegrano rzut dyskiem i rzut młotem. Ponadto rozegrano nietypową konkurencję – trójskok kobiet z miejsca.
Uczestnicy mistrzostw poprawiali siedem razy halowe rekordy Polski oraz jeden wyrównali. Poza finałami rekordy pobili Janina Słowińska w półfinale biegu na 80 m ppł z czasem 12,0 (powtórzonym w finale) oraz Stanisław Kardaś kolejno w biegu eliminacyjnym (11,2) i półfinałowym (11,1) w biegu na 80 m ppł. Ten ostatni wynik Kardaś powtórzył w finale. W biegu na 80 m w kolejnych półfinałach Marian Foik i Emil Kiszka wygrywali swoje biegi, wyrównując rekord Polski czasem 8,8. Elżbieta Krzesińska poza swoim finałowym skokiem na odległość 5,74 w skoku w dal, oddała wcześniej jeszcze trzy skoki lepsze od poprzedniego rekordu (5,45, 5,61, 5,66)

## Rezultaty

### Mężczyźni
| Konkurencja:              | 1. miejsce                        | Rezultat | 2. miejsce                              | Rezultat | 3. miejsce                          | Rezultat |
| Bieg na 80 m              | Emil Kiszka Unia Krywałd          | 8,9      | Janusz Jarzembowski CWKS Warszawa       | 8,9      | Marian Foik CWKS Warszawa           | 9,0      |
| Bieg na 80 m przez płotki | Stanisław Kardaś CWKS Warszawa    | 11,1     | Janusz Kotliński Start Lublin           | 11,6     | Witold Dudziak Gwardia Kraków       | 11,7     |
| Chód na 10 km             | Bogusław Nowacki Zryw Stalinogród | 53:49,8  | Władysław Bossak AZS Warszawa           | 54:12,6  | Zygmunt Matusiak CWKS Bydgoszcz     | 55:02,8  |
| Skok wzwyż                | Kazimierz Fabrykowski AZS Gliwice | 1,88     | Roman Potocki Kolejarz Kraków           | 1,80     | Zdzisław Tymosiewicz AZS Szczecin   | 1,80     |
| Skok o tyczce             | Kazimierz Bednawski AZS Warszawa  | 4,05 HRP | Andrzej Krzesiński Sparta Gdańsk        | 3,90     | Janusz Gronowski Gwardia Wrocław    | 3,80     |
| Skok w dal                | Zenon Frańczak Stal Stalowa Wola  | 7,17 HRP | Jan Schinke AZS Wrocław                 | 6,97     | Janusz Skupny AZS Poznań            | 6,81     |
| Trójskok                  | Jan Zdanowicz Górnik Wałbrzych    | 14,23    | Stanisław Chmielewski Kolejarz Warszawa | 13,92    | Tadeusz Szczepaniak Włókniarz Łódź  | 13,83    |
| Pchnięcie kulą            | Henryk Chojnacki CWKS Warszawa    | 15,20    | Tadeusz Rut Kolejarz Wrocław            | 15,06    | Tadeusz Krzyżanowski Spójnia Gdańsk | 14,77    |
| Rzut dyskiem              | Henryk Chojnacki CWKS Warszawa    | 46,59    | Edmund Piątkowski Włókniarz Łódź        | 45,39    | Mieczysław Łomowski Gwardia Gdańsk  | 42,54    |
| Rzut młotem               | Olgierd Ciepły Budowlani Wrocław  | 51,49    | Bogdan Masłowski Budowlani Bydgoszcz    | 50,14    | Kazimierz Kunat Stal Kielce         | 49,52    |

### Kobiety
| Konkurencja:              | 1. miejsce                            | Rezultat | 2. miejsce                        | Rezultat | 3. miejsce                         | Rezultat |
| Bieg na 80 m              | Elżbieta Bocian Budowlani Gdańsk      | 10,4     | Barbara Lerczak AZS Gdańsk        | 10,4     | Teodozja Ławicka Budowlani Gdańsk  | 10,5     |
| Bieg na 80 m przez płotki | Janina Słowińska CWKS Bydgoszcz       | 12,0     | Elżbieta Czeszko Budowlani Gdańsk | 12,4     | Barbara Gaweł Stal Poznań          | 12,7     |
| Skok wzwyż                | Elżbieta Krzesińska Spójnia Gdańsk    | 1,54 HRP | Danuta Adamczyk Gwardia Wrocław   | 1,47     | Róża Toman Budowlani Chorzów       | 1,45     |
| Skok w dal                | Elżbieta Krzesińska Spójnia Gdańsk    | 5,74 HRP | Barbara Gaweł Stal Poznań         | 5,31     | Krystyna Aleksanderek Stal Radom   | 5,27     |
| Trójskok z miejsca        | Czesława Mielcarek Górnik Stalinogród | 7,68     | Anna Hofmokl Unia Łódź            | 7,51     | Genowefa Minicka Budowlani Opole   | 7,50     |
| Pchnięcie kulą            | Urszula Figwer AZS Kraków             | 12,49    | Szarlotta Krauczyk Górnik Zabrze  | 12,08    | Eugenia Rusin Gwardia Gdańsk       | 11,74    |
| Rzut dyskiem              | Wiesława Sankowska Kolejarz Warszawa  | 37,01    | Maria Wojnarowska Spójnia Gdańsk  | 35,65    | Irena Dobrzańska Kolejarz Warszawa | 35,60    |